# Mistrovství Československa v krasobruslení 1964
Mistrovství Československa v krasobruslení 1964 se konalo 4. a 5. ledna 1964 v Brně.

## Medaile
| Kategorie      | Zlato                                | Zlato      | Stříbro                     | Stříbro     | Bronz                              | Bronz       |
| Muži           | Karol Divín                          | 5 - 1152,9 | Ondrej Nepela               | 12 - 1089,1 | Václav Kotek                       | 15 - 1082,3 |
| Ženy           | Jana Mrázková                        | 5 - 1192,6 | Alena Augustová             | 11 - 1134,9 | Bohunka Šrámková                   | 17 - 1104,7 |
| Sportovní páry | Agnesa Wlachovská Peter Bartosiewicz | 8 - 222,5  | Věra Stehlíková Karel Fajfr | 13 - 217,1  | Olga Reinišová Pavel Komárek       | 21 - 213,9  |
| Taneční páry   | Eva Romanová Pavel Roman             | 7 - 265,8  | Jitka Babická Jaromír Holan | 14 - 238,0  | Sylva Draisaitlová Miroslav Gřešek | 23 - 211,8  |

- čísla udávají celkové hodnocení, první za přednes a druhá počet bodů